# 1947 chez Disney
Cet article présente la liste des évènements de la Walt Disney Productions ayant eu lieu en 1947.

## Événements

### Février
- 7 février 1947, Naissance de Wayne Allwine (1947-2009), acteur américain devenu voix officielle anglophone de Mickey Mouse en 1983[1]
- 21 février 1947, Sortie du Pluto Ça chauffe chez Pluto[2]

### Mars
- 21 mars 1947, Sortie du Pluto Les Chiens de secours[3]
- 25 mars 1947, Naissance d'Elton John, auteur-compositeur et interprète des chansons du Roi Lion

### Avril
- 18 avril 1947, Sortie du Donald Duck Straight Shooters[4]

### Mai
- 9 mai 1947, Sortie du Donald Duck Dodo Donald[5]
- 30 mai 1947, Sortie du Minnie Mouse Figaro and Frankie[6]

### Juin
- 20 juin 1947, Sortie du Donald Duck Le Clown de la jungle[7]

### Juillet
- 11 juillet 1947, Sortie du Donald Duck Le Dilemme de Donald[8]

### Août
- 1er août 1947, Sortie du Donald Duck Déboires sans boire[9]
- 22 août 1947, Sortie du Donald Duck Pépé le grillon[10]

### Septembre
- 12 septembre 1947, Sortie du Donald Duck Donald et les Grands Espaces[11]
- 13 septembre 1947, Lancement de la chaîne WFIL-TV à Philadelphie par Triangle Publications rapidement affiliée à ABC[12] (rachetée en 1971 et renommée WPVI-TV)
- 27 septembre 1947, Sortie du Coquin de printemps aux États-Unis[13],[14],[15]

### Octobre
- 3 octobre 1947, Sortie du Mickey Mouse Rendez-vous retardé[16]
- 31 octobre 1947, Sortie du Dingo Dingo va à la chasse (Foul Hunting)[17]

### Novembre
- 14 novembre 1947, Sortie du Pluto Mail Dog[18]

### Décembre
- 26 décembre 1947, Sortie du Pluto Pluto chanteur de charme (Pluto's Blue Note)[2]